# Odette Tuzet
Odette Tuzet (Le Blanc, 5 décembre 1903 - Banyuls-sur-Mer, 20 septembre 1976) est une zoologiste et biologiste française.

## Biographie
Née le 5 décembre 1903 à Le-Blanc (Indre), Odette Tuzet étudie à la Faculté des sciences de Montpellier où elle obtient la licence ès sciences avec les certificats de SPCN mathématiques générales, zoologie, botanique, géologie et biologie générale. Elle est proposée au titre de professeur titulaire à cette même faculté, par le professeur P. Mathias, en mars 1947.

## Taxon décrit en son honneur
- Furcifer tuzetae (Brygoo, Bourgat & Domergue, 1972)[4]